# Actaea
Genre
Classification phylogénétique

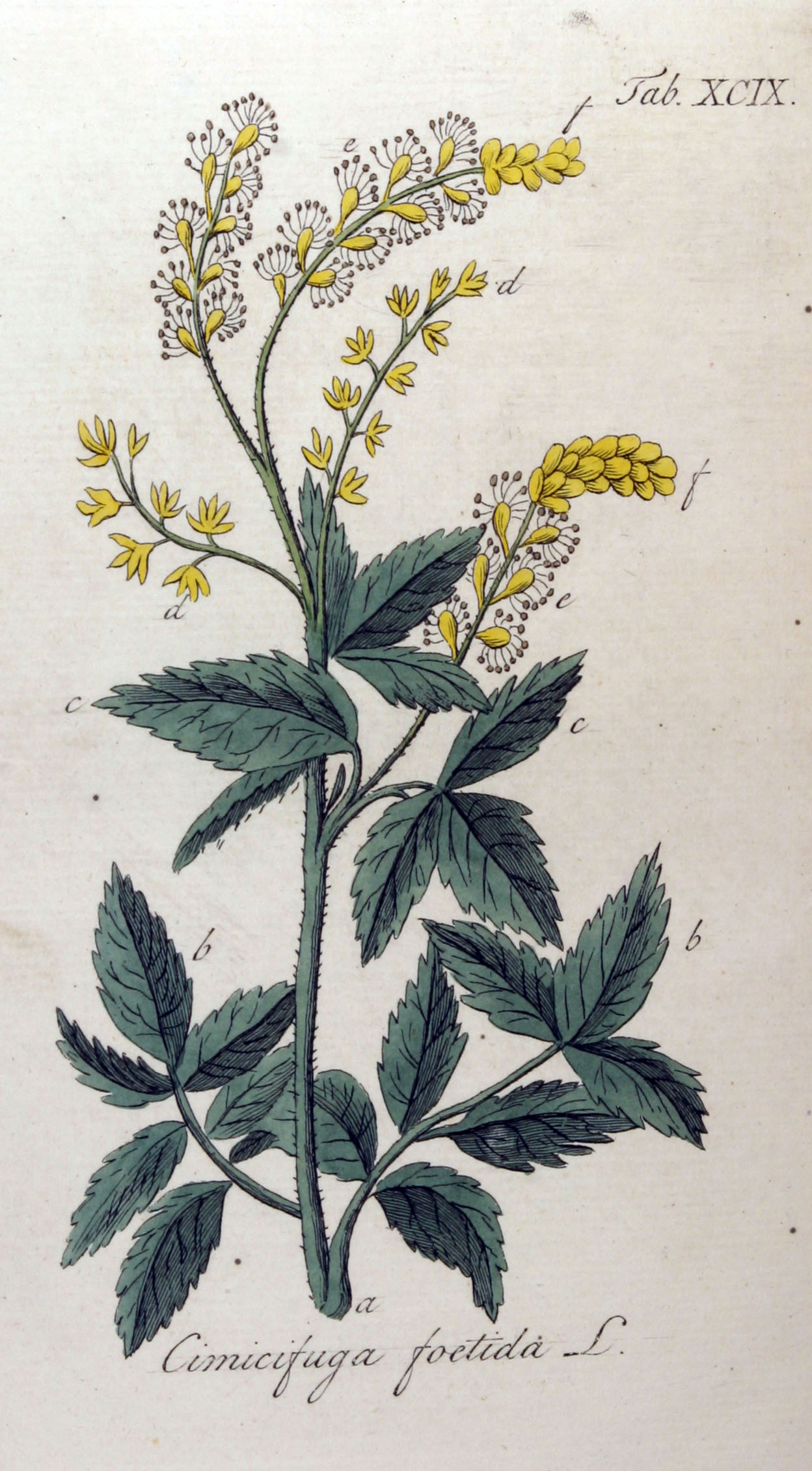
Actaea europaea.

Actaea est un genre botanique de la famille des Ranunculaceae, qui comprend entre 20 et 30 espèces.
Comme d’autres Ranunculaceae, Actaea spicata, aussi appelée « herbe de Saint-Christophe », était jadis utilisée en application comme traitement de la gale et d’autres affections cutanées, avec des conséquences parfois désastreuses.
Linné nomma une autre plante des forêts eurasiatiques, Actaea cimicifuga. Ce nom « cimicifuga » – qui chasse les punaises – est à mettre en relation avec son usage d’antan. Cette plante malodorante, appelée « cimicaire », était en effet placée dans la literie pour chasser les punaises. Linné la rebaptisa ensuite Cimicifuga foetida, car ses fruits ne sont pas des baies, mais des follicules secs, comme ceux des aconits et des dauphinelles.
Les herbes de Saint-Christophe et les cimicaires sont des plantes des zones tempérées de l'hémisphère Nord. Des études récentes de l’ADN ont montré que les genres Actaea et Cimicifuga avaient été en fait indûment séparés. Les cimicaires ont ainsi à nouveau rejoint le genre Actaea.

## L'Herbe de Saint-Christophe

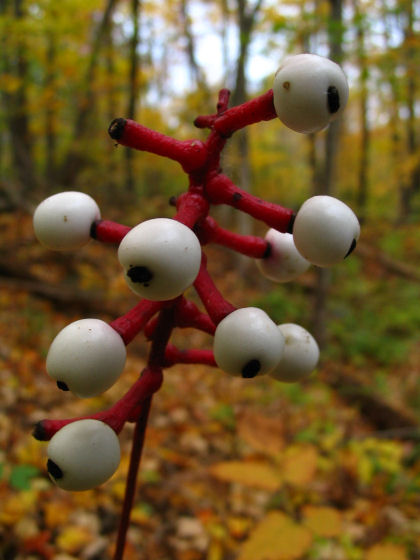
Baies de Actaea pachypoda.

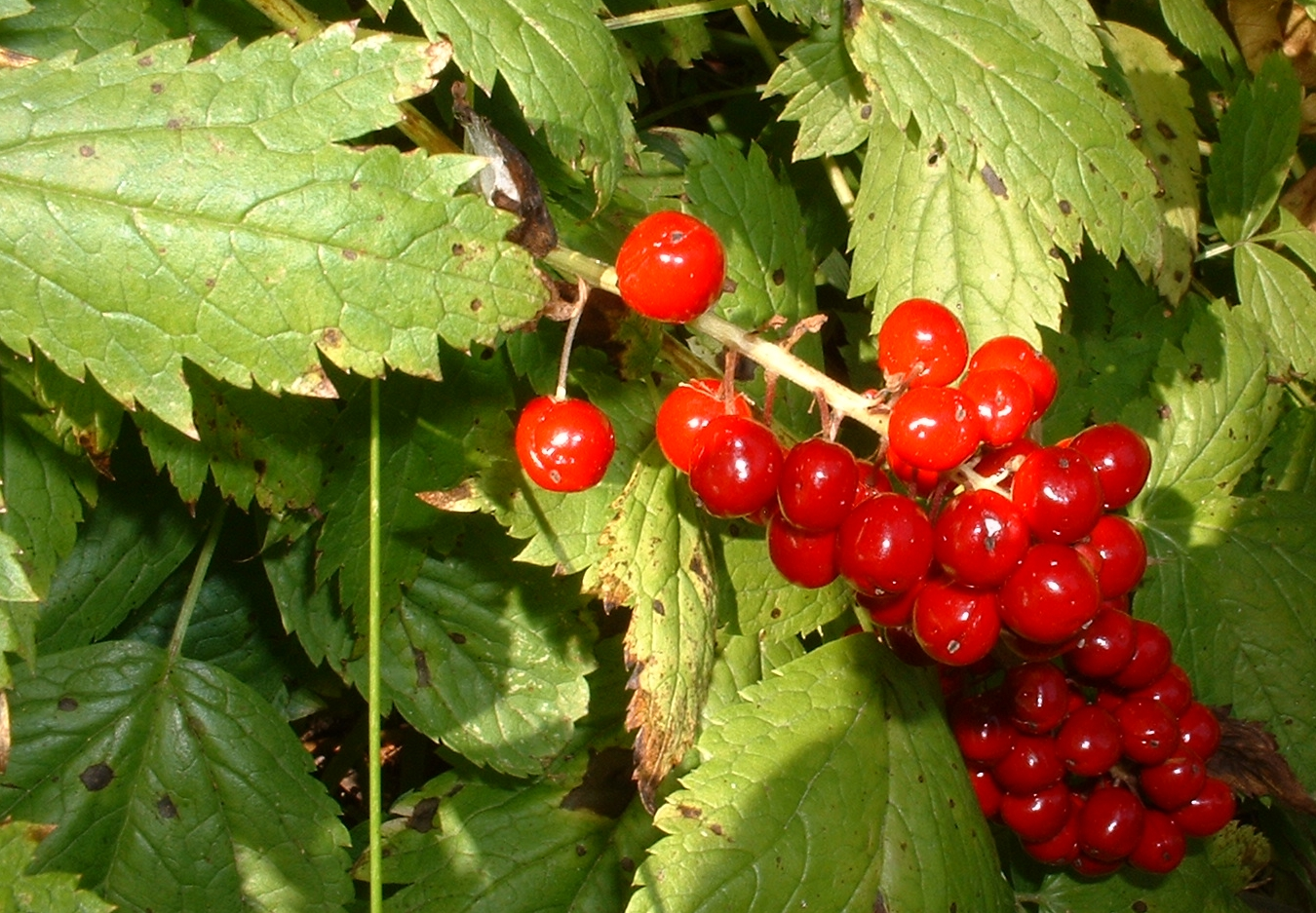
Baies de Actaea rubra.

L’herbe de Saint-Christophe est une plante de taille moyenne à feuilles ternées, souvent bi- ou triternées, qui ressemble à celles des astilbes ou des anémones du Japon. Les fleurs minuscules de couleur blanche ou crème, semblables à celles des pigamons, sont groupées en courtes grappes. La période de floraison s’étale de mai à juillet. Les différentes espèces sont très semblables et la couleur des baies est variable à l’intérieur d’une même espèce. La nomenclature est dès lors confuse, le nombre d’espèces variant de 4 à 8 selon les auteurs.

### Espèces de l'ancien monde
- Actaea spicata L., l’herbe de Saint-Christophe, est une plante calciphile de 40 cm de haut, qui est originaire des bois montueux d’Europe et d’Asie. Elle a des feuilles bi- ou triternées. Son inflorescence printanière, assez peu spectaculaire, est suivie d’une grappe de baies luisantes de couleur noire. La variété alba a des baies blanches. La variante naine d’Extrême-Orient à feuilles ternées simples est appelée Actaea asiatica H. Hara.
- Actaea erythrocarpa L. est une autre espèce très semblable de l’ancien monde, Elle se distingue de la précédente par des feuilles plus divisées et de plus petites baies de couleur rouge. ‘Alba’ a des baies blanches.

### Espèces américaines
- Actaea pachypoda Elliott (Syn. Actaea alba (L.) Mill.), une espèce de l’est du Canada et des États-Unis, qui atteint 80 cm de haut. Elle a des jolies baies blanches à extrémité noire, en forme d’œil de poupée, sur des pédicelles rouges. Actaea pachypoda f. rubrocarpa a des baies roses.
- Actaea rubra (Ait.) Willd., une espèce qui atteint 40 cm, pousse dans les mêmes régions. Elle a des baies rouge vif. Dans l’ouest du continent, elle est remplacée par Actaea rubra subsp. arguta, une sous-espèce plus robuste, qui atteint 90 cm de haut. Actaea rubra f. neglecta a des baies blanches.

Actaea ×ludovici B.Boivin est un hybride naturel entre ces deux espèces, qu'on rencontre dans le nord-est des États-Unis.

## La Cimicaire
La cimicaire est une grande plante à feuilles semblables aux précédentes. Les fleurs minuscules sont groupées sur de longues grappes étroites de couleur généralement blanche, d’où son autre nom vernaculaire 'Cierge-d’argent'. La période de floraison s’étale de juillet à octobre. Les espèces sont très semblables, raison pour laquelle leur nombre varie largement d’après les auteurs (de 15 à 24). Le rhizome de cimicaire est utilisé sous le nom Sheng ma en médecine traditionnelle chinoise.

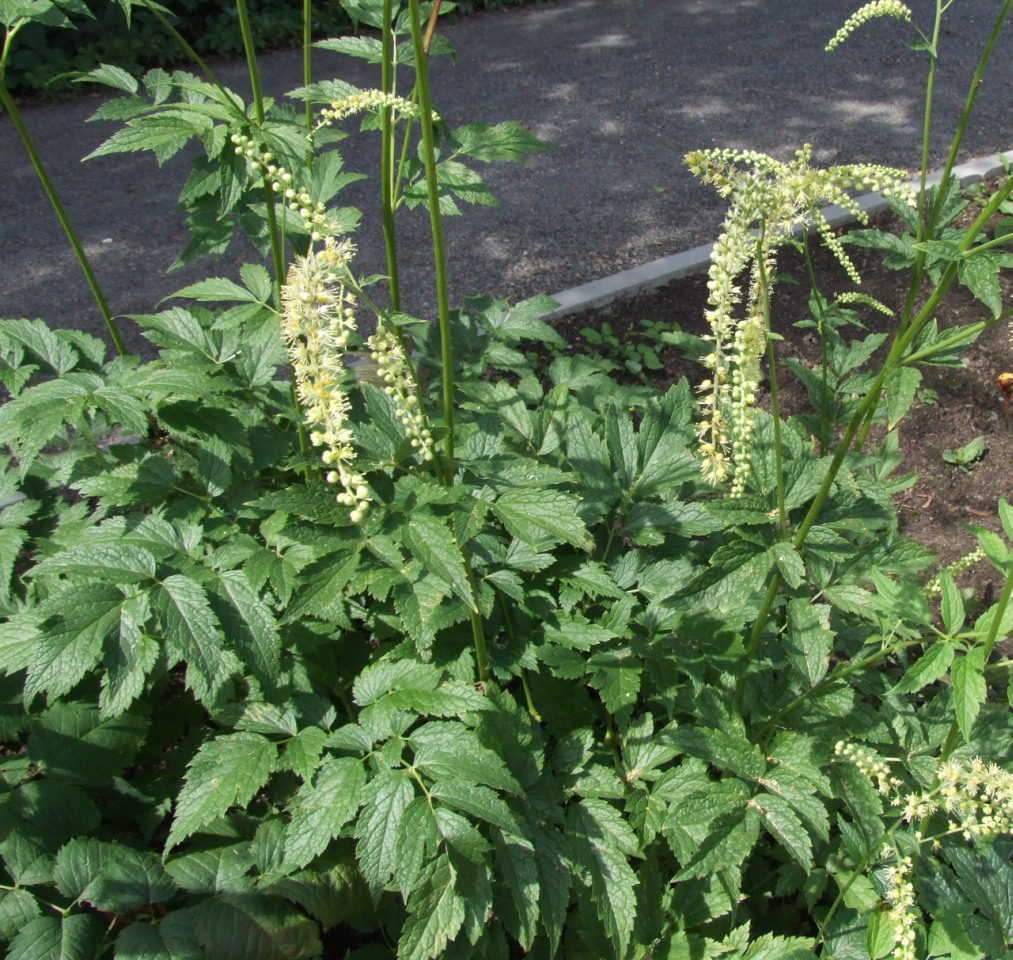
Actaea europaea

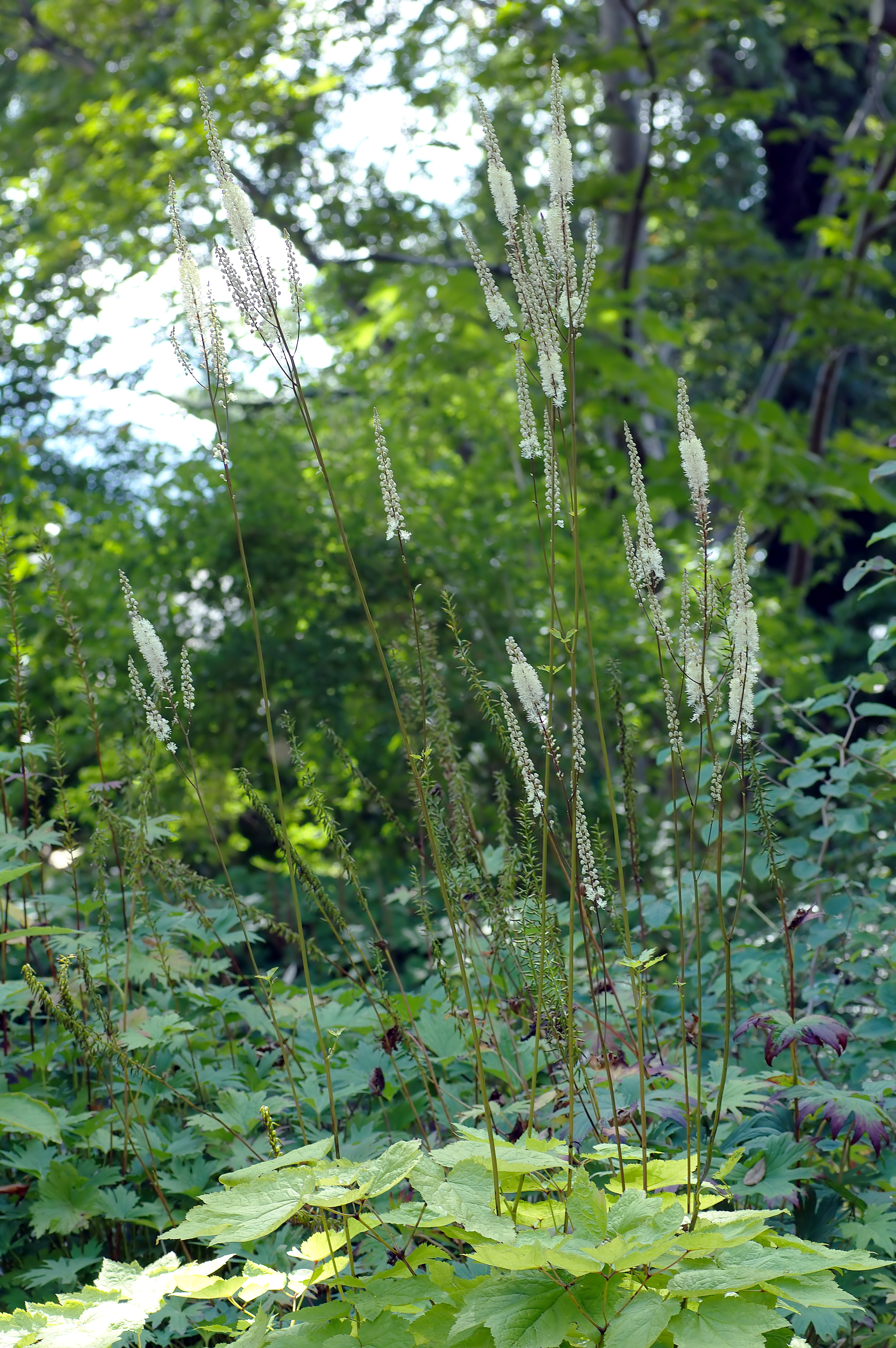
Actaea heracleifolia

### Espèce européenne
Actaea europaea (Schipcz.) J. Compton (Syn.  Actaea cimicifuga L., Cimicifuga foetida L.), la seule espèce eurasiatique, fleurit en juillet. Elle a une inflorescence malodorante peu ramifiée en cierges lâches jaune pâle. Elle est cultivée en Chine comme plante médicinale.

### Espèces américaines
- Actaea racemosa L. (Syn. Cimicifuga racemosa (L.) Nutt.), des plaines de l’est de l’Amérique du Nord, est l’espèce américaine le plus souvent cultivée. Cette espèce, qui fleurit en juillet, a des feuilles bi- ou triternées. Son inflorescence malodorante de couleur blanche, peu ramifiée et légèrement penchée atteint 2 m de haut. Cette espèce, qui supporte le mieux la sécheresse estivale, était utilisée par les Amérindiens pour faciliter les accouchements et combattre la dysménorrhée. Il a été montré récemment qu’elle contient une substance à effet œstrogène. Elle est actuellement incluse dans diverses préparations utilisées pour combattre les symptômes de la ménopause.
- Actaea podocarpa   DC. (Syn. Cimicifuga americana Michx., Actaea americana (Michx.) Prantl), originaire des montagnes des mêmes régions, qui fleurit au mois d’août, possède une élégante inflorescence dressée et peu ramifiée, de couleur blanche, qui atteint 1,5 m.
- Actaea cordifolia DC. (Syn. Cimicifuga rubifolia Kearney, Actaea rubifolia (Kearney) Kartesz), endémique des montagnes du Tennessee, fleurit à la fin août. Ses feuilles moins divisées, ressemblent à celles des ronces (Rubus) ou de la vigne vierge.

Les espèces originaires de l’ouest de l’Amérique du Nord : Actaea elata (Nutt.) Prantl (Syn.  Cimicifuga elata Nutt.), Actaea laciniata (S. Wats.) J. Compton (Syn. Cimicifuga laciniata S. Wats.) et Actaea arizonica (S. Wats.) J. Compton (Syn. Cimicifuga arizonica S. Wats.) ne sont que rarement cultivées.

### Espèces asiatiques

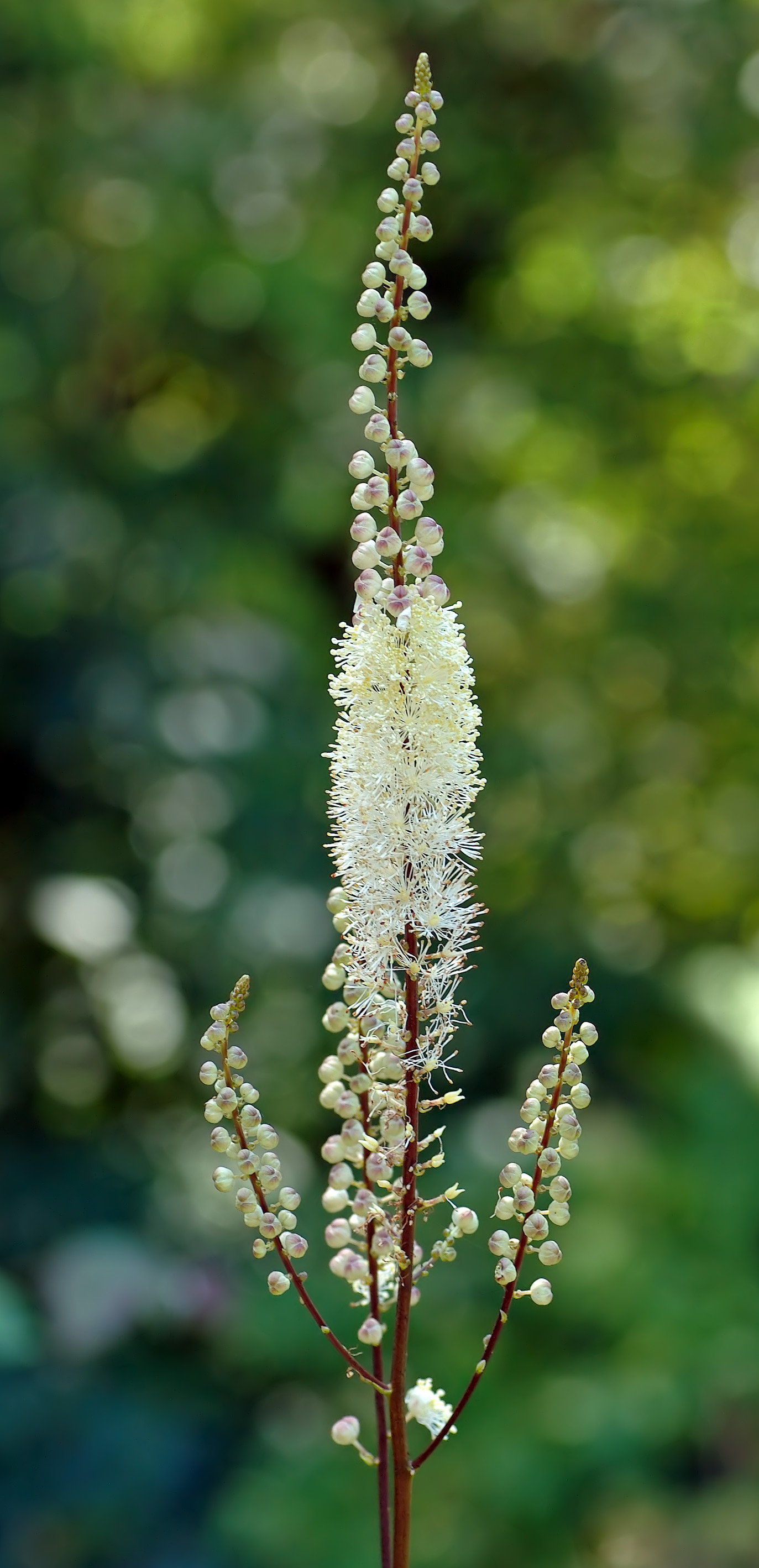
Actaea heracleifolia.

Les espèces originaires suivantes d’Extrême-Orient (est de la Chine, Japon et Corée) sont souvent cultivées.
- Actaea biternata (Siebold & Zucc.) Prantl (Syn. Cimicifuga biternata (Siebold & Zucc.) Miq.), qui fleurit de fin août à septembre, possède de grandes feuilles biternées. L’inflorescence blanche lavée de rose, inodore et peu ramifiée atteint 1,2 m de haut.
- Actaea dahurica (Turcz. ex Fisch. & C.A. Mey) Franch. (Syn. Cimicifuga dahurica (Turcz. ex Fisch. & C. A. Mey.) Maxim.), qui fleurit en août, est dioïque. Les plantes mâles ont une inflorescence très étalée, blanc pur et parfumée, qui atteint 2 m de haut et ressemble étrangement à celle de la barbe-de-bouc (Aruncus dioicus). Les plantes femelles sont moins spectaculaires.
- Actaea heracleifolia (Kom.) J. Compton (Syn. Cimicifuga heracleifolia Kom.) fleurit à la fin septembre. L’inflorescence dressée, blanc pur et peu ramifiée peut atteindre 2,4 m de haut. Les feuilles de la variété bifida ne possèdent généralement que trois folioles.
- Actaea japonica Thunb. (Syn. Cimicifuga acerina (Siebold & Zucc.) Tanaka), une espèce naine, fleurit d’août à septembre.
- Actaea simplex (DC.) Prantl (Syn. Cimicifuga simplex (DC.) Wormsk. ex Turcz.) fleurit en septembre-octobre. L’inflorescence légèrement penchée, dense et parfumée, de couleur blanche ou crème peut atteindre 2 m de haut.

Les espèces de Chine centrale : Actaea mairei (H. Lév.) J. Compton (Syn. Cimicifuga mairei H. Lév.) qui atteint 2,5 m, A.brachycarpa (P.K. Hsiao) J. Compton (Syn. Cimicifuga brachycarpa P.G. Xiao) et A. yunnanensis (P.K. Hsiao) J. Compton (Syn. Cimicifuga yunnanensis P.G. Xiao) à fleurs jaunes, et A. purpurea (P.K. Hsiao) J. Compton (Syn. Cimicifuga purpurea (P.G. Xiao) C.W. Park & H.W. Lee) à fleurs pourprées, ne sont que rarement cultivées. 

#### Note
Cimicifuga nanchuanensis P.K. Hsiao, un endémique des montagnes de la Chine centrale, a un statut encore incertain.

## Culture
Les Actaea sont parfaitement rustiques. Ce sont plantes d’ombre ou de mi-ombre, qui craignent le soleil brûlant et la sécheresse prolongée. Elles se plaisent ainsi parmi les rhododendrons et peuvent être associées à d’autres plantes ombrophiles, comme les fougères, les anémones du Japon, les Aconitum, Uvularia, Jeffersonia, Maianthemum, etc. 
Quelques espèces sont largement cultivées comme plantes ornementales et de nombreux cultivars sont proposés par les pépiniéristes.
Les herbes de Saint-Christophe sont appréciées pour leur feuillage, qui forme un couvert en sous-bois et leurs baies. Actaea pachypoda a les baies les plus décoratives. Les Américains l’appellent « Doll’s eyes » par allusion à ses baies qui ressemblent à des yeux de poupée. Actaea rubra a des baies, qui ressemblent à si méprendre à des groseilles rouges. À ne pas planter là où jouent de jeunes enfants !
Les cimicaires, surtout celles à floraison tardive comme Actaea simplex, ressortent bien sur un fond de couleurs d’automne, lorsque presque plus rien ne fleurit. Elles sont à préférer aux espèces à floraison estivale, dont les cierges ressortent moins et sont parfois malodorants.

### Quelques cultivars
- Actaea cordifolia ‘Blickfang’ est une sélection d’excellente tenue.
- Actaea ramosa ‘Atropurpurea’ a un feuillage pourpré, ‘Brunette’ un feuillage brun pourpré, ‘Pink Spike’ une inflorescence rosée et un feuillage bronze.
- Actaea simplex ‘Elstead’ a des boutons floraux violacés. ‘White Pearl’, une sélection à floraison tardive, est plus grande et plus ramifiée. ‘Pritchard Giant’ ressemble à la précédente, en plus grand. ‘James Compton’ est un vigoureux cultivar à feuilles sombres et à longs cierges. ‘Hillside Black Beauty’ a un feuillage pourpre noirâtre tout au long de la saison. ‘Frau Herms’ fleurit le plus tard dans l’année.

## Étymologie du nom de genre
Linné se serait inspiré de la légende d’Actéon (grec ancien : Ἀκταίων) - un chasseur ayant surpris Diane au bain, qui fut changé en cerf, puis dévoré par ses propres chiens - lorsqu'il nomma une plante de nos forêts montueuses Actaea spicata. Les baies noires de cette plante, aussi dangereuses pour celui qui les consomme que les chiens pour l’infortuné chasseur, contiennent en effet de la proto-anémonine, un poison violent qui entraîne une paralysie de la respiration. Selon d’autres sources, le nom Actaea serait une latinisation du grec ακτή (sureau), par la ressemblance de ses feuilles et de ses baies avec celles du sureau.